# Mixmaster-Remailer
Ein Mixmaster-Remailer (auch Typ-II-Remailer) ist ein anonymisierender Internetdienst, der E-Mails annimmt und weiterleitet (Remailer). Hierbei werden vor der Weiterleitung der Nachricht alle Informationen, die auf die Herkunft und den Absender schließen lassen, entfernt.
Die Mixmaster-Software für Server verarbeitet ausschließlich verschlüsselte E-Mail in einem ganz bestimmten Format. Anders als bei der Anwendung des älteren Cypherpunk-Protokolls ist der Absender auf eine spezialisierte Mixmaster-Software für Clients angewiesen, um solche E-Mail zu erzeugen.

## Ursprung und Entwicklung
Mixmaster entstand nach den Vorschlägen von Lance Cottrell und sollte die Schwächen des Cypherpunk-Remailers beseitigen. Das zugrundeliegende Mix-Net-Protocol selbst hat David Chaum 1981 entwickelt. Das heutige Mixmaster-Nachrichtenformat ist seit 1995 im Internet gebräuchlich.
Mixmaster-Software lässt sich auf verschiedenen Betriebssystemen installieren. Es sind einzelne Client-Lösungen ausschließlich für Windows oder Unix-Derivate (darunter Linux) entstanden; auch solche, die neben Mixmaster auch Cypherpunk unterstützen.

## Methode
Vor der Weiterleitung einer Nachricht durch den Remailer wird der so genannte Nachrichten-Header modifiziert und dabei die absenderbezogenen Informationen entfernt. Der Endempfänger einer so behandelten E-Mail erhält als einzige Absenderangabe die des Remailers.
Techniken, die das Sicherheitsniveau der Cypherpunk-Remailer nachträglich erhöhten, sind von vornherein Bestandteil des Mixmaster-Protokolls. Bereits der Mixmaster-Client stellt sicher, dass jede abgesendete Nachricht die gleiche Größe besitzt. Dazu werden übergroße E-Mails in kleinere von ca. 20 KiB aufgeteilt, kleinere durch Zugabe von Zufallsdaten auf diese Größe gebracht.
Für Mixmaster sind das Verketten von Remailern und die Verschlüsselung mittels Public-Key-Verfahren fester Bestandteil des Protokolls. Einzelne Nachrichtenpakete, die u. U. durch die erzwungene Aufteilung entstehen, können über unterschiedliche (auch unterschiedlich lange) Remailerketten, deren letztes Glied jeweils ein und derselbe Remailer sein muss, zugestellt werden. Nur der letzte Remailer ist in der Lage, eine solche Nachricht zusammenzusetzen.
Mixmaster lassen sich mit Cypherpunk-Remailern kombinieren und übernehmen dann ggf. selbsttätig die Umformatierung einer herkömmlichen Cypherpunk-Nachricht in das Mixmaster-Format (remix) und die Weiterleitung an weitere Mixmaster-Remailer.

### Weitere Besonderheiten
- Der Mixmaster-Server unterhält einen Nachrichten-Pool, in dem alle eingehenden Nachrichten erst gesammelt werden. Die Größe des Pools ist einstellbar.
- Nachrichten werden aus dem Nachrichten-Pool in zufälliger Reihenfolge versendet.
- Findet innerhalb einer Frist kein ausreichender Datenverkehr statt, erzeugt Mixmaster selbst Nachrichten ohne sinnvollen Inhalt, die über Remailer weiterversendet, letztendlich aber vernichtet werden.
- Kopien ein und derselben E-Mail können über verschiedene Ketten versendet werden. Mixmaster unterhalten einen Nachrichten-Cache auf dessen Basis der letzte Remailer die Duplikate nach der ersten erfolgreichen Zustellung vernichtet; der Endempfänger erhält jede Mail nur einmal.

## Angriffe gegen den Mixmaster-Remailer
Mixmaster sind gegen fast alle bekannten Angriffe resistent. Bisher ist lediglich ein theoretischer Ansatz bekannt:
Ein Angreifer hält die Nachricht, deren Empfänger er herausfinden möchte, zurück.
Danach sendet er eigene Nachrichten an den Mixmaster. Dies macht er so lange, bis der Nachrichtenpool des Mixmasters mit seinen Nachrichten gefüllt ist. Danach schickt er die zurückgehaltene Nachricht los. Alle Nachrichten, die durch den Mixmaster gehen, werden entweder an den Angreifer oder aber an eine dritte Adresse gesendet. Die dritte Adresse ist die des Empfängers der zurückgehaltenen Nachricht.

## Remailer-Programme
- Mixmaster (englisch) Das Basis-Programm für MS-DOS, Linux oder Windows.
- QuickSilver (englisch) Ein komfortables Remailer-Programm für Mixmaster. Nach der Installation kann man über die Aktualisierungsfunktion das Mixmaster-Programm herunterladen und installieren. Quicksilver-Anleitung in Deutsch.
- Jack B. Nymble (JBN) (englisch) Ein schon älteres Remailer-Programm für Mixmaster und Cypherpunk Remailer. Dieses Programm erfordert eine separate Installation von Mixmaster.
- OmniMix (englisch) Proxy-Server zur selektiven Anonymisierung von Standard-Newsreadern und -Mailclients entstammenden Usenet-Beiträgen bzw. E-Mails unter Zuhilfenahme des Mixmaster- und Cypherpunk-Remailernetzwerks einschließlich der Interaktion mit Nym-Servern. Das portable System integriert Tor und GnuPG. Mittels Komplettverschlüsselung, d. h. inklusive der Header-Informationen (Whole-Message-Encryption), nach dem OpenPGP-Standard lässt sich auch die Übertragung nicht anonymisierter Nachrichten automatisch vor Einsichtnahme schützen.